# Baporo
Baporo est une commune rurale située dans le département de Zawara de la province de Sanguié dans la région du Centre-Ouest au Burkina Faso.
La forêt de Baporo est classée.

## Histoire
Louis-Gustave Binger y entre le lundi 28 mai 1888. Il écrit : « Baporo est un tout petit village, et quoiqu'il n'ai que peu de resources, les habitants me font fête : ils me donnent du mil, des cé et une calebasse d'huîtres sèches, pêchées dans la rivière ». Il quitte le village le lendemain.

## Administration
Baporo a un centre pénitentiaire agricole.